# Leopard Automobile

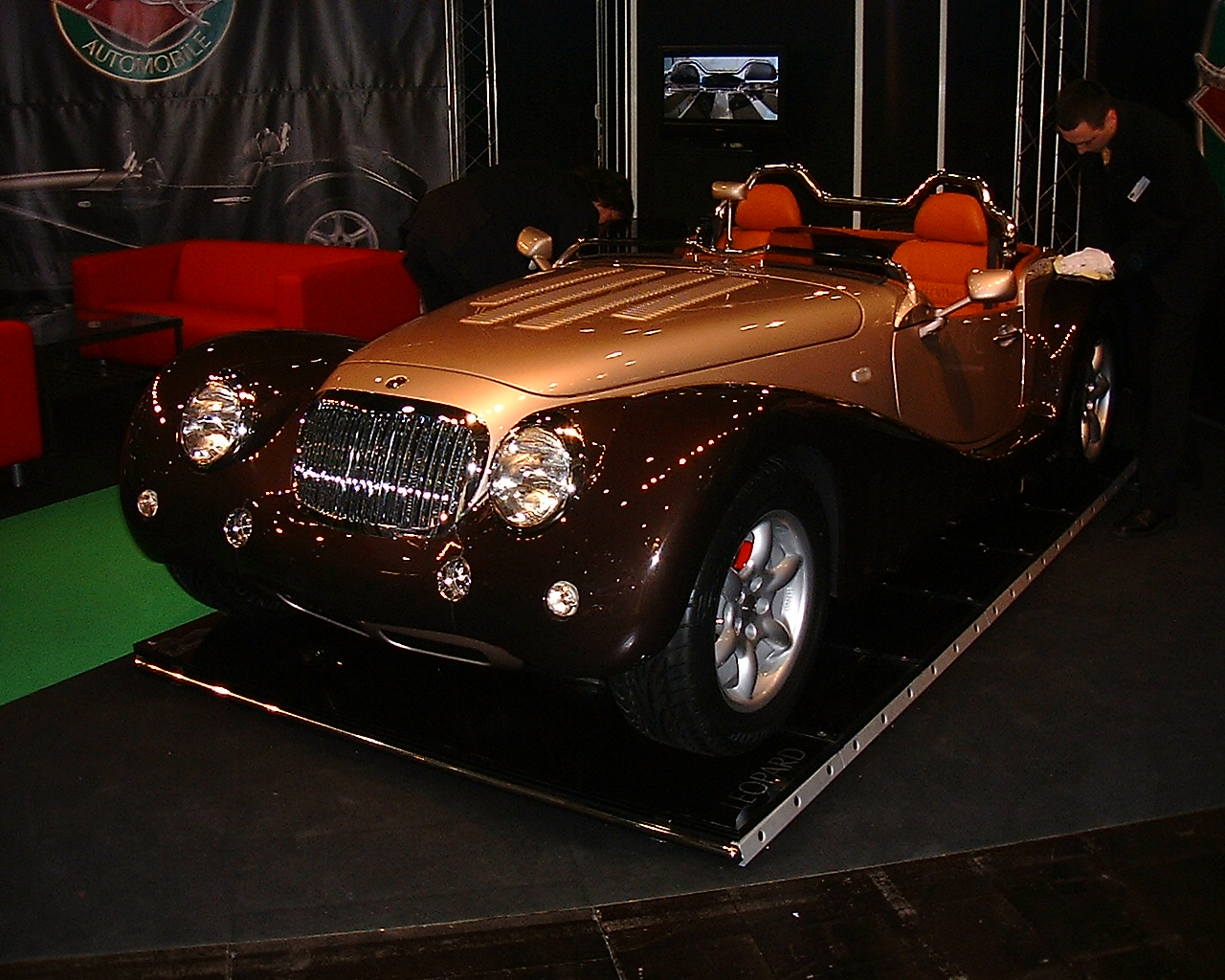
Ein Leopard auf der AMI 2007 in Leipzig

Leopard Automobile war ein polnischer Sportwagenhersteller mit Sitz in der ostpolnischen Stadt Mielec.

## Geschichte des Unternehmens
Das Unternehmen wurde 1996 in Warschau  von dem polnischen Automobilkonstrukteur Zbysław Szwaj, dem schwedischen Automobilenthusiasten Alf Näslund, Rolf Skog und Karsten Werntoft gegründet. Zuletzt bot Leopard Automobile einen 6-Liter-Roadster mit dem Namen „Leopard“ an, der erstmals 2005 auf dem Autosalon in Paris vorgestellt wurde. Der Wagen knüpfte damit an die Tradition des polnischen Sportwagenherstellers Gepard an, welcher bis 1995 den Roadster Gepard GP 8 produzierte.

## Mehrheitsbeteiligung durch CAR Technology
Zu Beginn des Jahres 2008 beteiligte sich  CAR Technology, Ingenieurdienstleister mit Niederlassungen in Deutschland, Polen und der Slowakei, mit einem Anteil von 51 % am polnisch/schwedischen Sportwagenhersteller Leopard. Neben der Vergrößerung seines Entwicklungsportfolios versprach sich die hauptsächlich in der Automobilentwicklung tätige CAR Technology den Ausbau ihres Bekanntheitsgrades.
2014 meldete das Unternehmen Insolvenz an.

## Technische Daten

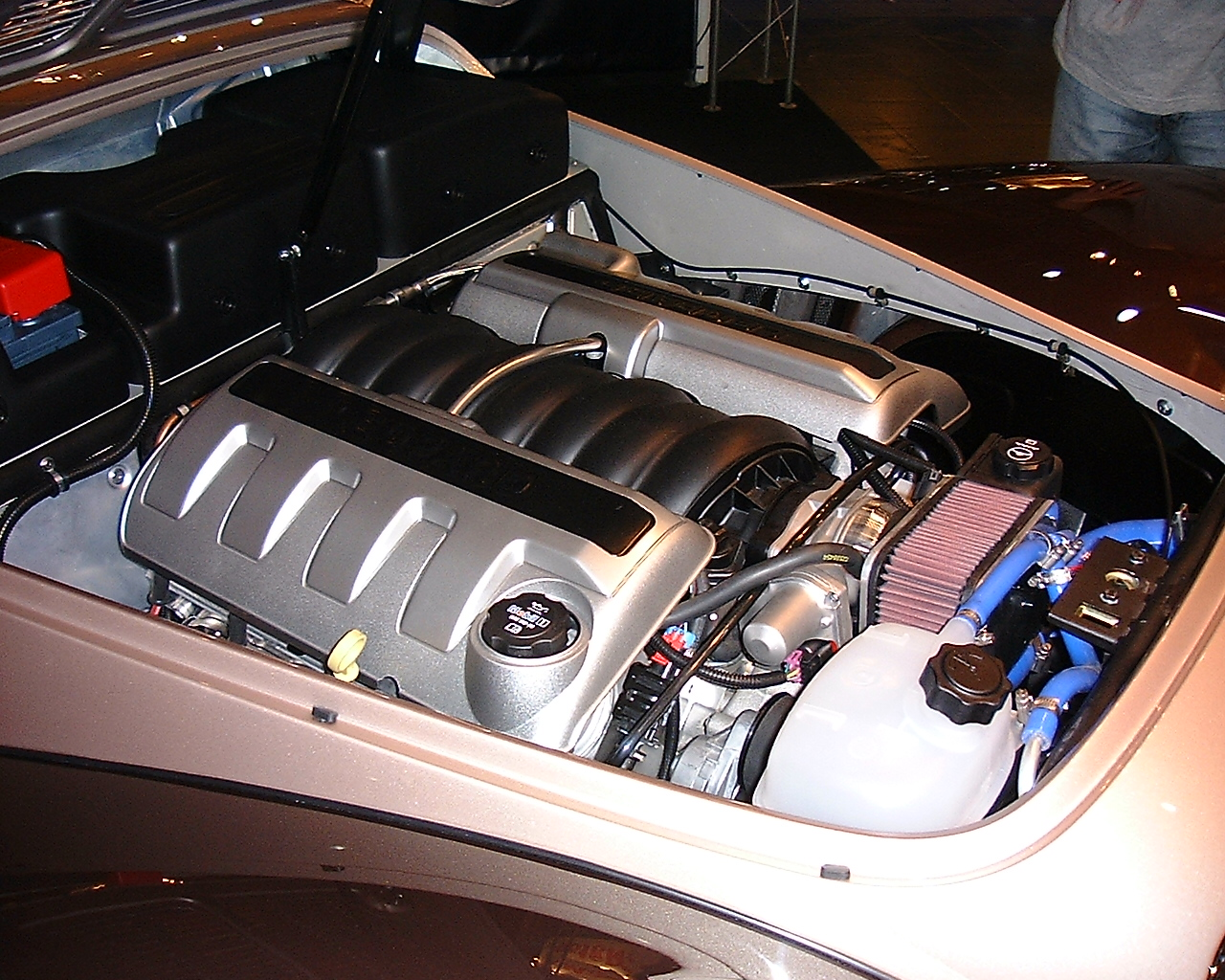
Motorraum eines Leopard

### Motor
- Hubraum: 5967 cm³
- Bohrung × Hub: 101,6 mm × 92,0 mm
- Zylinder: V8
- Werkstoff: Aluminium (LS-2)
- Leistung: 298 kW (405 PS)
- bei 1/min: 6000
- Drehmoment: 542 Nm
- bei 1/min: 4400
- Verdichtungsverhältnis: 10,9:1
- Literleistung: 67,5 (PS/Liter)

### Maße und Gewichte
- Länge: 3800 mm
- Breite: 1713 mm
- Höhe: 1240 mm
- Radstand: 2500 mm
- Gewicht EG: 1170 kg
- Leistungsgewicht DIN: 2,89 kg/PS
- Tankinhalt: 80 Liter

### Fahrleistungen
- Beschleunigung 0–100 km/h: 4,0 s
- Höchstgeschwindigkeit: 250 km/h
- Kraftstoffverbrauch: 10,2 l/100 km Super

## Besitzer
Prominente Besitzer eines Leopard Automobile 6 Liter Roadster sind:
- Carl XVI. Gustaf, König von Schweden
- die Filmproduktionsfirma 20th Century Fox